# Рябов, Владимир Сергеевич
Влади́мир Серге́евич Ря́бов (1920—1984) — актёр театра, заслуженный артист Карело-Финской ССР (1955), заслуженный артист РСФСР (1959).

## Биография
С 1938 года обучался в Ленинградском театральном институте на курсе Бориса Зона.
В 1943 году направлен из блокадного Ленинграда в Ачинск, в артиллерийское училище. Выпускник училища 1945 года, младший лейтенант. Проходил службу в училище командиром взвода. После демобилизации окончил театральный институт и в 1949 году направлен в Петрозаводск в Карельский театр русской драмы.
В 1949—1960 годах — ведущий актёр Карельского театра русской драмы.
Лучшие театральные работы — Мелузов («Таланты и поклонники» А. Островский, 1954), Мересьев («Настоящий человек», Т. Лондон по повести Б. Полевого, 1955), Андрей («В добрый путь» В. Розов, 1956), Тимоша («Золотая карета» Л. Леонов, 1956), Фернандо («Испанцы» М. Лермонтов, 1957), Мизгирь («Снегурочка» А. Островский, 1958).
В 1970-е годы — актёр Ленинградского театра на Литейном.